# Eerste divisie 1978/79
Het seizoen 1978/79 van de Nederlandse Eerste divisie had Excelsior als kampioen. De Rotterdamse club promoveerde daarmee naar de Eredivisie. In de nacompetitie pakte Willem II de tweede plek in de Eredivisie.

## Eerste divisie

### Deelnemende teams
| Club               | Plaats           | Accommodatie           | Capaciteit | Trainer                                             |
| ------------------ | ---------------- | ---------------------- | ---------- | --------------------------------------------------- |
| De Graafschap      | Doetinchem       | De Vijverberg          | 12.500     | Pim van de Meent                                    |
| Eindhoven          | Eindhoven        | Aalsterweg             | 27.000     | Rinus Gosens                                        |
| Excelsior          | Rotterdam        | Woudestein             | 11.000     | Thijs Libregts                                      |
| FC Amsterdam       | Amsterdam        | Olympisch Stadion      | 65.000     | Cor van der Hart (tot 2 december) Tonny Bruins Slot |
| FC Den Bosch '67   | 's-Hertogenbosch | De Vliert              | 25.000     | Ad Zonderland Rinus Gosens                          |
| FC Dordrecht       | Dordrecht        | Krommedijk             | 12.000     | Jan Rab                                             |
| FC Groningen       | Groningen        | Oosterpark             | 17.500     | Theo Verlangen                                      |
| FC Vlaardingen '74 | Vlaardingen      | Floreslaan             | 12.000     | Theo Laseroms                                       |
| FC Wageningen      | Wageningen       | De Wageningse Berg     | 16.000     | Frans Körver                                        |
| FSC                | Sittard          | De Baandert            | 20.000     | Joop Castenmiller                                   |
| Helmond Sport      | Helmond          | De Braak               | 12.000     | Jacques de Wit                                      |
| Heracles '74       | Almelo           | Bornsestraat           | 20.000     | Hennie Hollink                                      |
| SC Amersfoort      | Amersfoort       | Birkhoven              | 10.000     | Hans Alleman                                        |
| SC Cambuur         | Leeuwarden       | Cambuurstadion         | 16.000     | Nol de Ruiter                                       |
| sc Heerenveen      | Heerenveen       | Gemeentelijk Sportpark | 15.000     | Jan Teunissen                                       |
| SC Veendam         | Veendam          | De Langeleegte         | 13.000     | Joop Oldejans                                       |
| SVV                | Schiedam         | Harga                  | 10.000     | Pim Visser                                          |
| Telstar            | Velsen-IJmuiden  | Schoonenberg           | 18.000     | Martin van Vianen                                   |
| Willem II          | Tilburg          | Gemeentelijk Sportpark | 20.000     | Henk de Jonge                                       |

### Eindstand
| pos | club               | gs | w  | g  | v  | pnt | dv | dt | ds  |
| --- | ------------------ | -- | -- | -- | -- | --- | -- | -- | --- |
| 1.  | Excelsior          | 36 | 22 | 7  | 7  | 51  | 76 | 32 | 44  |
| 2.  | FC Groningen       | 36 | 20 | 10 | 6  | 50  | 60 | 31 | 29  |
| 3.  | Willem II          | 36 | 17 | 14 | 5  | 48  | 60 | 32 | 28  |
| 4.  | Fortuna SC         | 36 | 17 | 13 | 6  | 47  | 64 | 35 | 29  |
| 5.  | Eindhoven          | 36 | 14 | 16 | 6  | 44  | 53 | 32 | 21  |
| 6.  | FC Wageningen      | 36 | 17 | 10 | 9  | 44  | 59 | 44 | 15  |
| 7.  | FC Den Bosch '67   | 36 | 16 | 10 | 10 | 42  | 58 | 43 | 15  |
| 8.  | De Graafschap      | 36 | 15 | 11 | 10 | 41  | 60 | 47 | 13  |
| 9.  | FC Amsterdam       | 36 | 13 | 11 | 12 | 37  | 52 | 40 | 12  |
| 10. | Telstar            | 36 | 12 | 10 | 14 | 34  | 45 | 45 | 0   |
| 11. | sc Heerenveen      | 36 | 10 | 13 | 13 | 33  | 34 | 47 | -13 |
| 12. | SC Veendam         | 36 | 13 | 6  | 17 | 32  | 51 | 67 | -16 |
| 13. | SC Heracles '74    | 36 | 10 | 11 | 15 | 31  | 46 | 49 | -3  |
| 14. | SVV                | 36 | 11 | 9  | 16 | 31  | 42 | 48 | -6  |
| 15. | SC Cambuur         | 36 | 9  | 10 | 17 | 28  | 33 | 54 | -21 |
| 16. | FC Vlaardingen '74 | 36 | 7  | 12 | 17 | 26  | 35 | 54 | -19 |
| 17. | Helmond Sport      | 36 | 9  | 8  | 19 | 26  | 42 | 71 | -29 |
| 18. | SC Amersfoort      | 36 | 8  | 7  | 21 | 23  | 34 | 78 | -44 |
| 19. | FC Dordrecht       | 36 | 5  | 6  | 25 | 16  | 33 | 88 | -55 |

### Legenda
| Kleur | Kwalificatie voor                             |
| ----- | --------------------------------------------- |
|       | Promotie naar de Eredivisie                   |
|       | Nacompetitie voor promotie naar de Eredivisie |

### Uitslagen
|                    | AME   | AMS   | DBO   | CAM   | DOR   | EVV   | EXC   | FOR   | GRA   | GRO   | HEE   | HSP    | HER   | SVV   | TEL   | VEE   | VLA   | WAG   | WIL   |
| ------------------ | ----- | ----- | ----- | ----- | ----- | ----- | ----- | ----- | ----- | ----- | ----- | ------ | ----- | ----- | ----- | ----- | ----- | ----- | ----- |
| SC Amersfoort      |       | 0 – 0 | 1 – 2 | 0 – 2 | 0 – 2 | 1 – 4 | 0 – 5 | 1 – 1 | 1 – 3 | 0 – 1 | 3 – 1 | 0 – 2  | 2 – 2 | 4 – 1 | 1 – 3 | 2 – 2 | 2 – 1 | 1 – 2 | 1 – 1 |
| FC Amsterdam       | 4 – 1 |       | 2 – 0 | 1 – 0 | 3 – 0 | 2 – 2 | 1 – 2 | 1 – 1 | 5 – 2 | 0 – 0 | 0 – 1 | 2 – 0  | 2 – 3 | 1 – 1 | 1 – 1 | 4 – 0 | 1 – 0 | 3 – 1 | 1 – 2 |
| FC Den Bosch '67   | 3 – 0 | 2 – 1 |       | 1 – 0 | 2 – 0 | 0 – 3 | 2 – 1 | 2 – 1 | 3 – 0 | 0 – 0 | 1 – 0 | 10 – 1 | 2 – 1 | 1 – 0 | 2 – 0 | 3 – 1 | 3 – 3 | 1 – 3 | 4 – 1 |
| SC Cambuur         | 0 – 1 | 1 – 2 | 0 – 4 |       | 3 – 2 | 0 – 3 | 1 – 0 | 2 – 0 | 2 – 1 | 0 – 2 | 0 – 0 | 1 – 1  | 2 – 1 | 3 – 2 | 1 – 0 | 4 – 1 | 2 – 2 | 0 – 0 | 0 – 0 |
| FC Dordrecht       | 0 – 1 | 2 – 1 | 2 – 1 | 1 – 1 |       | 1 – 1 | 1 – 2 | 1 – 2 | 2 – 3 | 1 – 6 | 0 – 0 | 1 – 2  | 1 – 1 | 0 – 1 | 3 – 1 | 1 – 3 | 0 – 1 | 1 – 2 | 0 – 0 |
| Eindhoven          | 6 – 1 | 0 – 0 | 2 – 0 | 2 – 0 | 2 – 2 |       | 0 – 0 | 3 – 1 | 3 – 1 | 1 – 1 | 0 – 0 | 1 – 1  | 1 – 1 | 1 – 1 | 1 – 1 | 2 – 0 | 1 – 0 | 1 – 1 | 1 – 2 |
| Excelsior          | 6 – 0 | 0 – 0 | 1 – 0 | 1 – 0 | 5 – 0 | 2 – 1 |       | 1 – 1 | 2 – 0 | 2 – 0 | 3 – 2 | 1 – 0  | 2 – 0 | 3 – 1 | 4 – 3 | 5 – 0 | 2 – 2 | 2 – 0 | 4 – 0 |
| Fortuna SC         | 4 – 0 | 2 – 0 | 4 – 1 | 3 – 2 | 7 – 0 | 2 – 1 | 2 – 1 |       | 1 – 1 | 2 – 1 | 3 – 0 | 2 – 0  | 1 – 0 | 1 – 1 | 2 – 1 | 0 – 0 | 1 – 1 | 2 – 2 | 2 – 0 |
| De Graafschap      | 3 – 2 | 2 – 0 | 0 – 0 | 4 – 1 | 4 – 1 | 0 – 0 | 0 – 0 | 0 – 0 |       | 0 – 0 | 5 – 0 | 0 – 0  | 1 – 1 | 5 – 1 | 1 – 2 | 2 – 0 | 5 – 2 | 3 – 1 | 1 – 1 |
| FC Groningen       | 2 – 0 | 1 – 1 | 3 – 1 | 1 – 0 | 6 – 1 | 0 – 0 | 2 – 1 | 3 – 1 | 1 – 1 |       | 1 – 1 | 3 – 0  | 3 – 2 | 3 – 1 | 0 – 0 | 2 – 1 | 1 – 0 | 2 – 2 | 0 – 1 |
| sc Heerenveen      | 2 – 2 | 2 – 1 | 3 – 1 | 1 – 0 | 4 – 1 | 1 – 1 | 1 – 0 | 1 – 1 | 2 – 1 | 0 – 1 |       | 1 – 3  | 1 – 0 | 1 – 1 | 1 – 2 | 0 – 4 | 0 – 0 | 0 – 1 | 0 – 0 |
| Helmond Sport      | 1 – 2 | 3 – 5 | 2 – 2 | 4 – 0 | 1 – 0 | 0 – 1 | 3 – 5 | 0 – 0 | 0 – 3 | 0 – 1 | 2 – 0 |        | 1 – 0 | 2 – 1 | 0 – 2 | 1 – 2 | 1 – 1 | 3 – 4 | 0 – 2 |
| SC Heracles '74    | 1 – 0 | 1 – 0 | 1 – 1 | 4 – 1 | 2 – 0 | 2 – 1 | 1 – 3 | 1 – 1 | 3 – 0 | 2 – 5 | 1 – 1 | 1 – 2  |       | 0 – 0 | 2 – 1 | 2 – 0 | 0 – 0 | 1 – 3 | 0 – 0 |
| SVV                | 0 – 1 | 2 – 0 | 0 – 0 | 4 – 0 | 2 – 0 | 0 – 1 | 0 – 1 | 3 – 3 | 0 – 1 | 0 – 5 | 0 – 0 | 4 – 1  | 2 – 1 |       | 2 – 0 | 2 – 0 | 0 – 2 | 3 – 0 | 2 – 0 |
| Telstar            | 0 – 1 | 1 – 1 | 1 – 1 | 1 – 0 | 1 – 3 | 0 – 1 | 3 – 2 | 1 – 4 | 0 – 2 | 1 – 2 | 1 – 0 | 1 – 1  | 1 – 0 | 0 – 0 |       | 6 – 1 | 1 – 1 | 3 – 0 | 1 – 1 |
| SC Veendam         | 4 – 0 | 3 – 2 | 1 – 1 | 1 – 1 | 3 – 0 | 4 – 2 | 1 – 1 | 0 – 3 | 2 – 2 | 1 – 0 | 1 – 2 | 4 – 1  | 0 – 4 | 3 – 0 | 0 – 2 |       | 2 – 1 | 1 – 2 | 3 – 0 |
| FC Vlaardingen '74 | 3 – 1 | 0 – 2 | 1 – 1 | 1 – 1 | 3 – 2 | 0 – 2 | 1 – 4 | 0 – 2 | 0 – 3 | 0 – 1 | 2 – 2 | 3 – 2  | 2 – 1 | 0 – 2 | 0 – 1 | 2 – 0 |       | 0 – 1 | 0 – 0 |
| FC Wageningen      | 1 – 1 | 0 – 1 | 0 – 0 | 1 – 1 | 6 – 1 | 0 – 0 | 2 – 1 | 1 – 0 | 5 – 0 | 4 – 0 | 1 – 3 | 4 – 0  | 4 – 1 | 1 – 0 | 1 – 1 | 0 – 2 | 2 – 0 |       | 0 – 0 |
| Willem II          | 3 – 0 | 1 – 1 | 3 – 0 | 1 – 1 | 5 – 0 | 4 – 1 | 1 – 1 | 2 – 1 | 3 – 0 | 3 – 0 | 3 – 0 | 1 – 1  | 2 – 2 | 3 – 2 | 2 – 1 | 5 – 0 | 2 – 0 | 5 – 1 |       |

## Topscorers
| #   | Naam             | Club                        | Goal |
| --- | ---------------- | --------------------------- | ---- |
| 1.  | Cees Schapendonk | Eindhoven                   | 24   |
| 2.  | Hans Engbersen   | Fortuna SC                  | 23   |
| 3.  | Rini Plasmans    | Excelsior                   | 18   |
| 4.  | Rob Hutting      | Fortuna SC                  | 17   |
|     | Leen Swanenburg  | FC Groningen                | 17   |
| 6.  | Jaap van Pelt    | SC Amersfoort/FC Wageningen | 16   |
|     | Cor Peitsman     | SVV                         | 16   |
| 8.  | Henk van Rooij   | Willem II                   | 15   |
|     | Ron van Oosterom | SC Heracles '74             | 15   |
| 10. | Sjaak Roggeveen  | Excelsior                   | 14   |

## Nacompetitie

### Eindstand
| pos | club         | gs | w | g | v | pnt | dv | dt | ds |
| --- | ------------ | -- | - | - | - | --- | -- | -- | -- |
| 1.  | Willem II    | 6  | 3 | 2 | 1 | 8   | 9  | 5  | 4  |
| 2.  | Fortuna SC   | 6  | 3 | 2 | 1 | 8   | 7  | 4  | 3  |
| 3.  | FC Groningen | 6  | 2 | 2 | 2 | 6   | 6  | 6  | 0  |
| 4.  | Telstar      | 6  | 1 | 0 | 5 | 2   | 5  | 12 | -7 |

### Legenda
| Kleur | Kwalificatie voor           |
| ----- | --------------------------- |
|       | Promotie naar de Eredivisie |

### Uitslagen
|              | FOR   | GRO   | TEL   | WIL   |
| ------------ | ----- | ----- | ----- | ----- |
| Fortuna SC   |       | 2 – 0 | 1 – 0 | 1 – 1 |
| FC Groningen | 0 – 0 |       | 3 – 0 | 0 – 3 |
| Telstar      | 1 – 2 | 1 – 3 |       | 3 – 0 |
| Willem II    | 2 – 1 | 0 – 0 | 3 – 0 |       |

SC Amersfoort ·
FC Amsterdam ·
FC Den Bosch '67 ·
SC Cambuur ·
FC Dordrecht ·
Eindhoven ·
Excelsior ·
Fortuna SC ·
De Graafschap ·
FC Groningen ·
sc Heerenveen ·
Helmond Sport ·
Heracles '74 ·
SVV ·
Telstar ·
SC Veendam ·
FC Vlaardingen '74 ·
FC Wageningen ·
Willem II
Eerste klasse

1955/56

Eerste divisie

1956/57 · 1957/58 · 1958/59 · 1959/60 · 1960/61 · 1961/62 · 1962/63 · 1963/64 · 1964/65 · 1965/66 · 1966/67 · 1967/68 · 1968/69 · 1969/70 · 1970/71 · 1971/72 · 1972/73 · 1973/74 · 1974/75 · 1975/76 · 1976/77 · 1977/78 · 1978/79 · 1979/80 · 1980/81 · 1981/82 · 1982/83 · 1983/84 · 1984/85 · 1985/86 · 1986/87 · 1987/88 · 1988/89 · 1989/90 · 1990/91 · 1991/92 · 1992/93 · 1993/94 · 1994/95 · 1995/96 · 1996/97 · 1997/98 · 1998/99 · 1999/00 · 2000/01 · 2001/02 · 2002/03 · 2003/04 · 2004/05 · 2005/06 · 2006/07 · 2007/08 · 2008/09 · 2009/10 · 2010/11 · 2011/12 · 2012/13 · 2013/14 · 2014/15 · 2015/16 · 2016/17 · 2017/18 · 2018/19 · 2019/20 · 2020/21 · 2021/22 · 2022/23 · 2023/24 · 2024/25

Eredivisie · Eerste divisie · Johan Cruijff Schaal · KNVB Beker · Play-offs